# Pragati Maidan

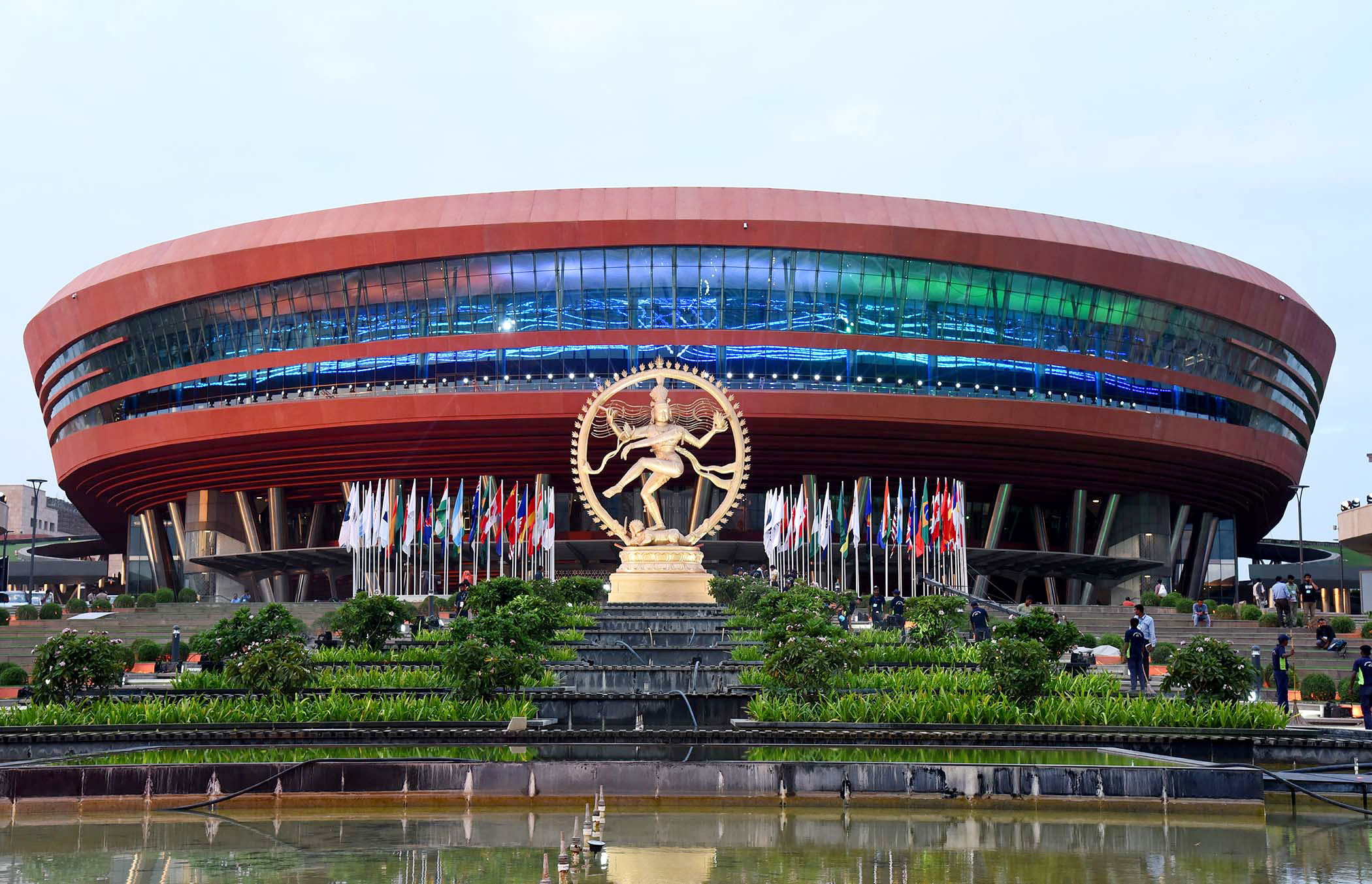
Bharat Mandapam Pragati Maidan

Pragati Maidan (Hindi प्रगति मैदान) ist ein Konferenz- und Messezentrum in Delhi mit 72.000 m² Ausstellungsfläche. Es wird von der India Trade Promotion Organization (ITPO) gemanagt, einem Ableger des Handels- und Industrieministeriums der indischen Regierung.
Das Gesamtkonzept wurde vom Architekten Raj Rewal erstellt, der auch einige der wichtigsten Gebäude entworfen hat, z. B. die Hall of Nations. Es wurde am 3. November 1972 von der damaligen Premierministerin Indira Gandhi eröffnet, am Vorabend der internationalen Messe Asia 72. Wichtige Veranstaltungen sind die Konsumgütermesse India International Trade Fair, die Buchmesse World Book Fair und die Automobilausstellung Auto Expo.
2017 wurde die berühmte Hall of Nations während eines Rechtsstreites, bei dem es um die Unterschutzstellung des Gebäudes ging, abgerissen. World Monuments Fund setzte daraufhin die indische Nachkriegsarchitektur von Delhi auf die Monuments at Watch-Liste 2018.